# Unione Sportiva Catanzaro 1988-1989
Questa voce raccoglie le informazioni riguardanti l'Unione Sportiva Catanzaro nelle competizioni ufficiali della stagione 1988-1989.

## Stagione
Nella stagione 1988-1989 il Catanzaro dopo la beffa subita nella precedente stagione, affronta il campionato di Serie B affidato a Tarcisio Burgnich, il tecnico friulano che ritorna in Calabria dopo sette anni. Se ne vanno Marco Rossi, Gianni Cristiani, Agostino Iacobelli e Marco Masi, mentre vestono la casacca giallorossa Stefano Rebonato, Luigi Sacchetti e Carmelo Miceli. La Coppa Italia e poi il campionato iniziano a rilento, nessuna vittoria in Coppa, una sola in campionato, alla prima sconfitta a Brescia (2-0) a fine ottobre, viene esonerato l'allenatore, al suo posto ritorna a Catanzaro dopo dodici anni Gianni Di Marzio che aveva lasciato bei ricordi, ma dopo un primo momento positivo il Catanzaro si è fermato a metà classifica, senza più riemergere. Un torneo caratterizzato dai tanti pareggi, sono ben diciannove, di questi sono ben quindici quelli che terminano (0-0). Miglior marcatore stagionale ancora una volta l'inossidabile Massimo Palanca con 14 reti, delle quali 2 in Coppa Italia e 12 in campionato.
Nella Coppa Italia il Catanzaro non supera la prima fase, inserito nel secondo girone ottiene tre pareggi e due sconfitte, passano alla seconda fase il Torino, l'Udinese ed il Cesena.

## Organigramma societario
Area direttiva
- Presidente: cav. Giuseppe Albano
- Segretario: geom. Gaetano Larussa
- Medico sociale: dott. Giuseppe Martino

Area tecnica
- Allenatore: Tarcisio Burgnich dal 25 ottobre Gianni Di Marzio
- Secondi allenatori: Giuseppe Sabadini e Fausto Silipo
- Preparatore atletico: prof. Nicola Galera
- Massaggiatore: Giuseppe Amato

## Rosa
| N. |                   | Ruolo | Calciatore                 |
| -- | ----------------- | ----- | -------------------------- |
|    | Italia (bandiera) | C     | Roberto Borrello           |
|    | Italia (bandiera) | D     | Carlo Caramelli            |
|    | Italia (bandiera) | D     | Armando Cascione           |
|    | Italia (bandiera) | C     | Stefano Civeriati          |
|    | Italia (bandiera) | D     | Luigi Corino               |
|    | Italia (bandiera) | C     | Alfredo Costantino         |
|    | Italia (bandiera) | A     | Antonio Criniti            |
|    | Italia (bandiera) | C     | Pasquale De Vincenzo       |
|    | Italia (bandiera) | C     | Gaetano Fontana            |
|    | Italia (bandiera) | D     | Silvio Vittorio Giampietro |
|    | Italia (bandiera) | D     | Silvio Gori                |
|    | Italia (bandiera) | D     | Carmelo Miceli             |

| N. |                   | Ruolo | Calciatore          |
| -- | ----------------- | ----- | ------------------- |
|    | Italia (bandiera) | C     | Aldo Monza          |
|    | Italia (bandiera) | C     | Enrico Nicolini     |
|    | Italia (bandiera) | A     | Massimo Palanca     |
|    | Italia (bandiera) | C     | Maurizio Pellegrino |
|    | Italia (bandiera) | C     | Salvatore Pesce     |
|    | Italia (bandiera) | D     | Teodoro Piccinno    |
|    | Italia (bandiera) | C     | Francesco Procopio  |
|    | Italia (bandiera) | A     | Massimo Rastelli    |
|    | Italia (bandiera) | A     | Stefano Rebonato    |
|    | Italia (bandiera) | C     | Francesco Rispoli   |
|    | Italia (bandiera) | C     | Luigi Sacchetti     |
|    | Italia (bandiera) | P     | Giacomo Zunico      |

## Risultati

### Serie B

#### Girone di andata
| Licata 11 settembre 1988 1ª giornata | Licata          | 0 – 0 | Catanzaro | Stadio Dino Liotta\| Arbitro: \| Guidi (Bologna) \| |
| Arbitro:                             | Guidi (Bologna) |       |           |                                                     |

| Catanzaro 18 settembre 1988 2ª giornata | Catanzaro         | 0 – 0 | Padova | Stadio Militare\| Arbitro: \| Cafaro (Grosseto) \| |
| Arbitro:                                | Cafaro (Grosseto) |       |        |                                                    |

| Monza 25 settembre 1988 3ª giornata | Monza           | 0 – 0 | Catanzaro | Stadio Brianteo\| Arbitro: \| Boggi (Salerno) \| |
| Arbitro:                            | Boggi (Salerno) |       |           |                                                  |

| Arbitro: | Stafoggia (Pesaro) |

|                    |           |             |
| Palanca 34’ (rig.) | Marcatori | 80’ Minotti |

| Arbitro: | Ceccarini (Livorno) |

|  |           |            |
|  | Marcatori | 81’ Miceli |

| Catanzaro 16 ottobre 1988 6ª giornata | Catanzaro          | 0 – 0 | Bari | Stadio Nicola Ceravolo\| Arbitro: \| Fabricatore (Roma) \| |
| Arbitro:                              | Fabricatore (Roma) |       |      |                                                            |

| Arbitro: | Trentalange (Torino) |

|                           |           |  |
| Savino 54’ Cantarutti 61’ | Marcatori |  |

| Arbitro: | Beschin (Legnago) |

|                  |           |  |
| Rebonato 6’, 50’ | Marcatori |  |

| Arbitro: | Frattin (Castelfranco Veneto) |

|              |           |  |
| Piccinno 45’ | Marcatori |  |

| Cosenza 13 novembre 1988 10ª giornata | Cosenza           | 0 – 0 | Catanzaro | Stadio San Vito\| Arbitro: \| Pairetto (Torino) \| |
| Arbitro:                              | Pairetto (Torino) |       |           |                                                    |

| Arbitro: | Longhi (Roma) |

|  |           |                |
|  | Marcatori | 38’ Quaggiotto |

| Reggio Calabria 27 novembre 1988 12ª giornata | Reggina            | 0 – 0 | Catanzaro | Stadio Comunale\| Arbitro: \| Felicani (Bologna) \| |
| Arbitro:                                      | Felicani (Bologna) |       |           |                                                     |

| Catanzaro 4 dicembre 1988 13ª giornata | Catanzaro           | 0 – 0 | Barletta | Stadio Militare\| Arbitro: \| Ceccarini (Livorno) \| |
| Arbitro:                               | Ceccarini (Livorno) |       |          |                                                      |

| Ancona 11 dicembre 1988 14ª giornata | Ancona            | 0 – 0 | Catanzaro | Stadio Dorico\| Arbitro: \| Dal Forno (Ivrea) \| |
| Arbitro:                             | Dal Forno (Ivrea) |       |           |                                                  |

| Arbitro: | Guidi (Bologna) |

|  |           |          |
|  | Marcatori | 58’ Bivi |

| Avellino 31 dicembre 1988 16ª giornata | Avellino          | 0 – 0 | Catanzaro | Stadio Partenio\| Arbitro: \| Beschin (Legnago) \| |
| Arbitro:                               | Beschin (Legnago) |       |           |                                                    |

| Arbitro: | Stafoggia (Pesaro) |

|                         |           |  |
| Palanca 34’ Rispoli 86’ | Marcatori |  |

| Catanzaro 15 gennaio 1989 18ª giornata | Catanzaro       | 0 – 0 | Messina | Stadio Militare\| Arbitro: \| Nicchi (Arezzo) \| |
| Arbitro:                               | Nicchi (Arezzo) |       |         |                                                  |

| Arbitro: | Coppetelli (Tivoli) |

|             |           |  |
| Zannoni 38’ | Marcatori |  |

#### Girone di ritorno
| Catanzaro 29 gennaio 1989 20ª giornata | Catanzaro         | 0 – 0 | Licata | Stadio Militare\| Arbitro: \| Dal Forno (Ivrea) \| |
| Arbitro:                               | Dal Forno (Ivrea) |       |        |                                                    |

| Arbitro: | Cafaro (Grosseto) |

|           |           |  |
| Longhi 8’ | Marcatori |  |

| Arbitro: | Sanguineti (Chiavari) |

|             |           |  |
| Palanca 51’ | Marcatori |  |

| Arbitro: | Bailo (Novi Ligure) |

|           |           |             |
| Verga 35’ | Marcatori | 34’ Palanca |

| Arbitro: | Dal Forno (Ivrea) |

|  |           |                       |
|  | Marcatori | 31’ Signori 82’ Russo |

| Bari 12 marzo 1989 25ª giornata | Bari            | 0 – 0 | Catanzaro | Stadio della Vittoria\| Arbitro: \| Nicchi (Arezzo) \| |
| Arbitro:                        | Nicchi (Arezzo) |       |           |                                                        |

| Catanzaro 19 marzo 1989 26ª giornata | Catanzaro       | 0 – 0 | Brescia | Stadio Militare\| Arbitro: \| Pucci (Firenze) \| |
| Arbitro:                             | Pucci (Firenze) |       |         |                                                  |

| Arbitro: | Piana (Modena) |

|                        |           |  |
| Vignola 49’ Baiano 58’ | Marcatori |  |

| Arbitro: | Guidi (Bologna) |

|                |           |  |
| Ficcadenti 16’ | Marcatori |  |

| Arbitro: | Di Cola (Avezzano) |

|                       |           |  |
| Palanca 28’, 42’, 53’ | Marcatori |  |

| Genova 16 aprile 1989 30ª giornata | Genoa           | 0 – 0 | Catanzaro | Stadio Luigi Ferraris\| Arbitro: \| Pucci (Firenze) \| |
| Arbitro:                           | Pucci (Firenze) |       |           |                                                        |

| Arbitro: | Cornieti (Forlì) |

|            |           |                  |
| Miceli 42’ | Marcatori | 17’, 69’ Onorato |

| Arbitro: | Stafoggia (Pesaro) |

|                                                    |           |               |
| Guerrini 24’ Panero 44’ Fioretti 47’ Ferazzoli 85’ | Marcatori | 81’ Sacchetti |

| Arbitro: | Boemo (Cervignano del Friuli) |

|                                          |           |  |
| Rebonato 28’, 43’ (rig.) De Vincenzo 90’ | Marcatori |  |

| Cremona 21 maggio 1989 34ª giornata | Cremonese       | 0 – 0 | Catanzaro | Stadio Giovanni Zini\| Arbitro: \| Guidi (Bologna) \| |
| Arbitro:                            | Guidi (Bologna) |       |           |                                                       |

| Arbitro: | Cornieti (Forlì) |

|             |           |            |
| Palanca 55’ | Marcatori | 7’ Sormani |

| Arbitro: | Beschin (Legnago) |

|                |           |             |
| Insanguine 64’ | Marcatori | 38’ Palanca |

| Arbitro: | Frattin (Castelfranco Veneto) |

|                                          |           |  |
| S. Schillaci 26’, 60’ (rig.) Mossini 56’ | Marcatori |  |

| Arbitro: | Bailo (Novi Ligure) |

|                                                                |           |                        |
| Palanca 13’ (rig.), 79’ (rig.), 83’ Sacchetti 68’ Rastelli 88’ | Marcatori | 70’ Manzo 82’ De Vitis |

### Coppa Italia

#### Prima fase 2º girone
| Arbitro: | Boggi (Salerno) |

|                |           |  |
| N. Coppola 70’ | Marcatori |  |

| Arbitro: | Fabricatore (Roma) |

|             |           |               |
| Palanca 47’ | Marcatori | 71’ P. Traini |

| Arbitro: | Cafaro (Grosseto) |

|               |           |                |
| Simonetta 22’ | Marcatori | 88’ Pellegrino |

| Arbitro: | Cornieti (Forlì) |

|                                            |           |  |
| De Vitis 53’ Corino 58’ (aut.) Zannoni 61’ | Marcatori |  |

| Arbitro: | Di Cola (Avezzano) |

|             |           |           |
| Palanca 80’ | Marcatori | 86’ Skoro |

## Statistiche

### Statistiche di squadra
| Competizione | Punti | In casa | In casa | In casa | In casa | In casa | In casa | In trasferta | In trasferta | In trasferta | In trasferta | In trasferta | In trasferta | Totale | Totale | Totale | Totale | Totale | Totale | DR |
| Competizione | Punti | G       | V       | N       | P       | Gf      | Gs      | G            | V            | N            | P            | Gf           | Gs           | G      | V      | N      | P      | Gf     | Gs     | DR |
| ------------ | ----- | ------- | ------- | ------- | ------- | ------- | ------- | ------------ | ------------ | ------------ | ------------ | ------------ | ------------ | ------ | ------ | ------ | ------ | ------ | ------ | -- |
| Serie B      | 35    | 19      | 7       | 8       | 4       | 20      | 10      | 19           | 1            | 11           | 7            | 4            | 16           | 38     | 8      | 19     | 11     | 24     | 26     | -2 |
| Coppa Italia | 3     | 2       | 0       | 2       | 0       | 2       | 2       | 3            | 0            | 1            | 2            | 1            | 5            | 5      | 0      | 3      | 2      | 3      | 7      | -4 |
| Totale       |       | 21      | 7       | 10      | 4       | 22      | 12      | 22           | 1            | 12           | 9            | 5            | 21           | 43     | 8      | 22     | 13     | 27     | 33     | -6 |

### Statistiche dei giocatori
| Giocatore       | Serie B  | Serie B | Serie B     | Serie B    | Coppa Italia | Coppa Italia | Coppa Italia | Coppa Italia | Totale   | Totale | Totale      | Totale     |
| Giocatore       | Presenze | Reti    | Ammonizioni | Espulsioni | Presenze     | Reti         | Ammonizioni  | Espulsioni   | Presenze | Reti   | Ammonizioni | Espulsioni |
| --------------- | -------- | ------- | ----------- | ---------- | ------------ | ------------ | ------------ | ------------ | -------- | ------ | ----------- | ---------- |
| R. Borrello     | 30       | 0       | ?           | ?          | ?            | ?            | ?            | ?            | 30+      | 0+     | ?           | ?          |
| C. Caramelli    | 27       | 0       | ?           | ?          | ?            | ?            | ?            | ?            | 27+      | 0+     | ?           | ?          |
| A. Cascione     | 33       | 0       | ?           | ?          | ?            | ?            | ?            | ?            | 33+      | 0+     | ?           | ?          |
| S. Civeriati    | 10       | 0       | ?           | ?          | ?            | ?            | ?            | ?            | 10+      | 0+     | ?           | ?          |
| L. Corino       | 31       | 0       | ?           | ?          | ?            | ?            | ?            | ?            | 31+      | 0+     | ?           | ?          |
| A. Costantino   | 15       | 0       | ?           | ?          | ?            | ?            | ?            | ?            | 15+      | 0+     | ?           | ?          |
| A. Criniti      | 3        | 0       | ?           | ?          | ?            | ?            | ?            | ?            | 3+       | 0+     | ?           | ?          |
| P. De Vincenzo  | 31       | 1       | ?           | ?          | ?            | ?            | ?            | ?            | 31+      | 1+     | ?           | ?          |
| G. Fontana      | 5        | 0       | ?           | ?          | ?            | ?            | ?            | ?            | 5+       | 0+     | ?           | ?          |
| S.V. Giampietro | 6        | 0       | ?           | ?          | ?            | ?            | ?            | ?            | 6+       | 0+     | ?           | ?          |
| S. Gori         | 21       | 0       | ?           | ?          | ?            | ?            | ?            | ?            | 21+      | 0+     | ?           | ?          |
| C. Miceli       | 30       | 2       | ?           | ?          | ?            | ?            | ?            | ?            | 30+      | 2+     | ?           | ?          |
| A. Monza        | 1        | 0       | ?           | ?          | ?            | ?            | ?            | ?            | 1+       | 0+     | ?           | ?          |
| E. Nicolini     | 28       | 0       | ?           | ?          | ?            | ?            | ?            | ?            | 28+      | 0+     | ?           | ?          |
| M. Palanca      | 34       | 12      | ?           | ?          | ?            | ?            | ?            | ?            | 34+      | 12+    | ?           | ?          |
| M. Pellegrino   | 1        | 0       | ?           | ?          | ?            | ?            | ?            | ?            | 1+       | 0+     | ?           | ?          |
| S. Pesce        | 18       | 0       | ?           | ?          | ?            | ?            | ?            | ?            | 18+      | 0+     | ?           | ?          |
| T. Piccinno     | 23       | 1       | ?           | ?          | ?            | ?            | ?            | ?            | 23+      | 1+     | ?           | ?          |
| F. Procopio     | 5        | 0       | ?           | ?          | ?            | ?            | ?            | ?            | 5+       | 0+     | ?           | ?          |
| M. Rastelli     | 24       | 1       | ?           | ?          | ?            | ?            | ?            | ?            | 24+      | 1+     | ?           | ?          |
| S. Rebonato     | 33       | 4       | ?           | ?          | ?            | ?            | ?            | ?            | 33+      | 4+     | ?           | ?          |
| F. Rispoli      | 13       | 1       | ?           | ?          | ?            | ?            | ?            | ?            | 13+      | 1+     | ?           | ?          |
| L. Sacchetti    | 26       | 2       | ?           | ?          | ?            | ?            | ?            | ?            | 26+      | 2+     | ?           | ?          |
| G. Zunico       | 38       | -26     | ?           | ?          | ?            | ?            | ?            | ?            | 38+      | -26+   | ?           | ?          |